# Spécial Enfants du rock
Albums de Johnny Hallyday
En V.O.
(1984) Rock'n'Roll Attitude
(1985)
Hallyday 84 ou Spécial Enfants du Rock est le 32e album studio de Johnny Hallyday, il sort le 30 mars 1984.
L'album est enregistré à Nashville en janvier 84, au studio Sound Emporium Studio, il est réalisé par Pierre Billon.
Johnny Hallyday chante plusieurs titres en duos avec quelques personnalités emblématiques de la country et du rock américain : Emmylou Harris, Carl Perkins, Tony Joe White, Don Everly et les Stray Cats.

## Autour de l'album
Nota, source pour l'ensemble de la section (sauf mention spéciale) :
Spécial Enfants du Rock est la 8e réalisation de Pierre Billon pour Johnny Hallyday, l'album sort le 30 mars 1984.
L'album est précédemment sorti le 27 février 1984, dans le coffret Nashville 84 (comprenant également l'album Drôle de métier) : Référence Originale : 818642 1.
Il est également (partiellement) publié en CD Johnny Hallyday 84 En direct et en studio - Drôle de métier pour les Enfants du Rock / Référence Originale : 818642-2. Le CD comprend 16 titres (cinq extraits de l'album Spécial Enfants du Rock et 11 de l'album Drôle de métier).
De ces enregistrements, le duo Gabrielle avec Tony Joe White est resté inédit durant neuf années. Il est publié en 1993, lors de la sortie de l'intégrale de Johnny Hallyday en 40 CD :
- CD No 27 / Référence : 512489-2[7]

Il a été extrait de l'album le 45 tours suivant :
- juin / Dôle de métier - Blue Suede Shoes (avec Carl Perkins) / Référence Originale : 880072-7.

En 2007, sort un coffret compilant CD et DVD Go, Johnny, Go - Un enfant du Rock à Nashville / Référence Originale : Mercury 984846-0.

## Liste des titres
| 1.  | Toi tais toi | Pierre Billon, Claude Lemesle, Johnny Hallyday              | Éric Bouad, Érick Bamy          |  |
| 2.  | Mon p'tit loup (ça va faire mal) (Betty Lou Is Going Out Tonight)                                                        | Pierre Billon, Johnny Hallyday (adaptation)                 | Bob Seger                       |  |
| 3.  | J'aimerais pouvoir encore souffrir comme ça (I Wish That I Could Hurt This Way Again)                                    | Pierre Billon, Long Chris (adaptation)                      | Kenny Rogers                    |  |
| 4.  | Saoule à mourir | Pierre Billon, Claude Lemesle                               | Johnny Hallyday, Érick Bamy     |  |
| 5.  | Quand ça vous brise le cœur (That's When Your Heartache Begins)                                                          | Georges Aber, Johnny Hallyday (adaptation)                  | Brown, Fisher                   |  |
| 6.  | Je sais que tu ne peux pas trouver mieux ailleurs (I Betcha You Gonna Like It)                                           | Pierre Billon, Long Chris (adaptation)                      | Buddy Killen, Robert Riley      |  |
| 7.  | L'Idole des jeunes (Teenage Idol)                                                                                        | Ralph Bernet (adaptation)                                   | Jack Lewis                      |  |
| 8.  | Blue Suede Shoes (en duo avec Carl Perkins)                                                                              | Carl Perkins                                                | Carl Perkins                    |  |
| 9.  | Les années mono | Claude Lemesle, Johnny Hallyday                             | Érick Bamy                      |  |
| 10. | Si j'étais un charpentier - If I Were a Carpenter (en duo avec Emmylou Harris et Tony Joe White à la guitare acoustique) | Long Chris (adaptation), Tim Hardin                         | Tim Hardin                      |  |
| 11. | Polk Salad Annie (en duo avec Tony Joe White)                                                                            | Tony Joe White                                              | Tony Joe White                  |  |
| 12. | Johnny, Reviens ! - Johnny B. Goode (en trio avec les Stray Cats et Carl Perkins)                                        | Manou Roblin (adaptation), Chuck Berry                      | Chuck Berry                     |  |
| 13. | Nashville blues (en duo avec Don Everly, en français et en version originale)                                            | Pierre Billon (adaptation), Felice Bryant, Boudleaux Bryant | Felice Bryant, Boudleaux Bryant |  |
| 14. | That's All Right (Mama) (en duo avec les Stray Cats)                                                                     | Arthur Crudup                                               | Arthur Crudup                   |  |
| 15. | Honey Don't (en duo avec Carl Perkins)                                                                                   | Carl Perkins                                                | Carl Perkins                    |  |

## Musiciens
Nota, source pour l'ensemble de la section :
- Guitare : Reggie Young, Dale Sellers, Russ Hicks
- Basse électrique : Mike Leech
- Basse acoustique : Jack Williams
- Batterie : Gene Chrisman
- Claviers : Marcus "Pig" Robbins
- Harmonica : Charlie McCoy
- Cuivres : Georges Tipwell, Terry Head, Denis Solee, Denis Goode
- Chœurs : Érick Bamy, Pierre Billon, Éric Bouad
- Ingénieur du son : Charlie Talent

## Classements hebdomadaires
| Classement (2003) | Meilleure position |
| ----------------- | ------------------ |
| France (SNEP)     | 43                 |